# Masora
Die Masora (auch Massora oder Masorah, hebräisch מָסוֹרָה masora, deutsch ‚Überlieferung‘) ist derjenige Zweig jüdischer Tradition, der sich mit der Sicherung des hebräischen Bibeltextes befasst. Die Masora gehört zusammen mit Mischna, Talmud, Targumim und Midraschim zur mündlichen Tora und ist, wie die genannten Werke der rabbinischen Literatur, erst Jahrhunderte nach ihrer Entstehung schriftlich fixiert worden. Ihr Ziel war die Bewahrung des Wortlauts, der traditionellen Aussprache und Akzentuierung des Textes sowie die Konservierung orthographischer und anderer Eigentümlichkeiten des Schriftbildes. Das Wissen wurde zunächst mündlich tradiert, wobei zur Sicherung ungewöhnlicher Formen Listen zusammengestellt wurden, die dazu dienten, die seltenen Formen zusammen mit ihren Belegstellen auswendig zu lernen. Etwa ab dem 7. oder 8. Jahrhundert wurden Akzente, Vokale und masoretische Anmerkungen (Masora magna, Masora parva und Masora finalis) auch in Handschriften biblischer Bücher eingetragen, die dem Studium dienten.
Als masoretischen Text bezeichnet man den von der Masora bewahrten vokalisierten und akzentuierten jüdischen Bibeltext. Unter Masoreten werden heute diejenigen Gelehrten des 7.–10. Jahrhunderts verstanden, die sich vor allem in Babylonien und Palästina der Kodifizierung dieser Tradition gewidmet haben.

## Terminologie
Zur ursprünglichen Bedeutung des Wortes Masora (oder Massoret, מָסוֹרֶת masóret) gibt es verschiedene Erklärungen, entsprechend den verschiedenen Bedeutungen der Wurzel msr. Die am häufigsten angenommene Bedeutung ist „Überlieferung“. Im Mischnatraktat Pirqe Avot wird die Weitergabe der Tora von Mose über Josua, die Ältesten, die Propheten bis zu den Männern der Großen Versammlung mit dem Verb msr ausgedrückt. Die Männer der Großen Versammlung, also der Sanhedrin zur Zeit Esras, hätten unter anderem geboten, einen Zaun um die Tora zu machen (Abot 1,1). Damit ist die mündliche Tora gemeint, also Mischna, Talmud, Targumim und Midraschim – aber auch die Masora im engeren Sinne. Wenn Rabbi Aqiba Masoret, also „Überlieferung“, als Zaun für die Tora bezeichnet (Avot 3,13), ist allerdings wahrscheinlich die ganze mündliche Tora gemeint.
Israel Yeivin nennt in seiner Einführung in die Masora zwei weitere mögliche Bedeutungen von Masora: Das Wort kann zum einen „Merkzeichen“ bedeuten – dann bezeichnet es die charakteristischen Merkhilfen für besondere Wortformen. Oder es bedeutet „Zählen“ – dann verbindet es die seit ältester Zeit belegte Übung, Buchstaben, Wörter und Verse des Textes zu zählen, mit der aufzählenden Masora.

## Geschichte der Masora
Das Anliegen der Masora, den Text bis in seine Einzelheiten hinein genau zu bewahren, ist viel älter als die bekannten Masoreten des 8.–10. Jahrhunderts. Die sogenannten protomasoretischen Texte aus der Wüste Juda (Massada, Wadi Murabbaat), die bis in orthographische Details hinein mit den Musterhandschriften des 10. Jahrhunderts übereinstimmen, zeigen, dass es Vorläufer gegeben haben muss.

### Soferim
Nach einer Tradition, die im Traktat Qidduschin des babylonischen Talmud überliefert ist, wurden bereits zur Zeit Esras die Buchstaben der Tora und anderer Bücher gezählt. Das wird mit einem Wortspiel begründet, da der Titel „Schreiber“ (hebräisch סֹפֵר sofer, Plural סֹפְרִים soferim), den unter anderem Esra trägt (Esr 7,6 ), zugleich auch „Zählender“ bedeuten kann: Die Ersten hießen Soferim (d.h., „Schreiber“ und zugleich „Zählende“), weil sie die Buchstaben der Tora zählten. Yeivin rechnet mit dem Wirken der Soferim bis zum 6. Jahrhundert, dem Ende der talmudischen Ära.
Die Schreiber hatten bei der Anfertigung von Rollen biblischer Bücher vielfältige Details zu beachten, die in zwei außerkanonischen Traktaten geregelt wurden, dem etwas älteren „Traktat Sefer Tora“ und dem etwas jüngeren Traktat Soferim. Letzterer enthält unter anderem Listen von Ketiv-Qere-Varianten, die denen in Okhla we-Okhla stark ähneln, sowie Listen der Unterschiede zwischen engen Paralleltexten, wie 2. Sam 22 // Psalm 18 und 2. Kön 18–20 // Jes 36–39, die sich ähnlich auch in masoretischen Bibelhandschriften wie dem Codex L finden.

### Okhla we-Okhla
Während es den Soferim vor allem um das Schriftbild ging, also die Buchstaben und das Layout der Buchrollen, war das Ziel der Masora im engeren Sinne die Bewahrung des Wortlauts, der traditionellen Aussprache und Akzentuierung des Textes sowie die Konservierung orthographischer und anderer Eigentümlichkeiten des Schriftbildes.
Dieses Wissen wurde zunächst mündlich tradiert. Zur Sicherung ungewöhnlicher Formen wurden Listen zusammengestellt, die dazu dienten, die seltenen Formen zusammen mit ihren Belegstellen auswendig lernen zu können. Diese Listen konnten wiederum nach assoziativen Gesichtspunkten zusammengestellt werden.
Eine besonders umfangreiche Zusammenstellung derartiger Listen wird unter anderem von David Qimchi als Sefer Okhla we-Okhla („Buch Okhla we-Okhla“) zitiert, galt aber lange als verschollen. Im 19. Jahrhundert wurden in der Pariser Nationalbibliothek sowie in der Hallischen Universitätsbibliothek zwei Exemplare dieses Werkes gefunden, wobei das Hallenser Exemplar, eine Handschrift aus dem 12. Jahrhundert, weit umfangreicher sowie älter ist als die Pariser Handschrift (14.–15. Jahrhundert). Beide Handschriften beginnen mit derselben alphabetisch geordneten Liste von Paaren von Wörtern, die genau einmal ohne vorgesetztes Waw und genau einmal mit vorgesetztem Waw vorkommen. Das erste dieser Wortpaare ist אָכְלָה (okhla, „Essen“ 1 Sam 1,9 ) und וְאָכְלָה (we-okhla, „und iss!“ Gen 27,19 ) und hat der Liste und der Sammlung den Namen gegeben.
Neben den beiden vollständig erhaltenen Handschriften sind seit der Öffnung der Kairoer Geniza zahlreiche fragmentarisch erhaltene Exemplare der Sammlung bekannt geworden, die sich heute vor allem in den Bibliotheken in Oxford, Cambridge sowie in St. Petersburg befinden. Weil die Pariser Handschrift bereits 1864 veröffentlicht worden ist, hat sich die Forschung meist an deren Fassung orientiert. Dagegen hat insbesondere Bruno Ognibeni anhand der Geniza-Fragmente und der Rezeptionsgeschichte aufgezeigt, dass die Hallenser Handschrift in ihrem Aufbau und Inhalt ursprünglicher ist als die Pariser. Die Hallenser Handschrift enthält in ihrem ersten Teil überwiegend Vergleichende Masora, in ihrem zweiten Teil überwiegend Aufzählende Masora.
Die Listen im ersten Teil sind meist nach Stichwörtern alphabetisch geordnet, die im zweiten Teil meist nach den Belegstellen in der Reihenfolge der Bücher.

### Die Masora in Bibelhandschriften
Die tiberischen Bibelhandschriften, und in ihrer Nachfolge auch die sefardischen und aschkenasischen Handschriften, enthalten neben dem eigentlichen, vokalisierten und akzentuierten, Bibeltext umfangreiches masoretisches Material, das nach seinem Ort und Umfang meist in drei Kategorien eingeteilt wird, die Masora parva, die Masora magna (die beide zusammen die Masora marginalis, die Randmasora, bilden) und die Masora finalis.

#### Masora parva
Die Masora parva (hebräisch מסורה קטנה masora qetana, deutsch ‚kleine Masora‘, abgekürzt Mp) findet sich an den seitlichen Rändern und zwischen den Kolumnen. Sie vermerkt z. B., wie oft eine bestimmte Wortform oder eine bestimmte Wortgruppe vorkommt, oder dass sie nirgendwo sonst vorkommt (also einmalig ist). Auch wird regelmäßig in der Masora parva vermerkt, wenn etwas anderes zu lesen ist als geschrieben steht (Ketiv/Qere). Das Wort, auf das sich die jeweilige Anmerkung bezieht, wird durch einen kleinen Kreis (Circellus) über dem Wort gekennzeichnet. Wenn sich die Anmerkung auf eine Wortgruppe bezieht, dann stehen Circelli zwischen den Wörtern.
Grundsätzlich beziehen sich die Angaben der Masora parva immer auf die konkrete gesprochene Wortform, also inklusive aller Präfixe (im Hebräischen z. B. die proklitischen Präpositionen, der Artikel oder die Konjunktion „und“) und Suffixe (im Hebräischen z. B. die enklitischen Possessivpronomina), und auf alle 24 Bücher der Hebräischen Bibel. Wenn sich die Angabe
nur auf ein Buch oder einen Kanonteil bezieht, oder nur auf eine bestimmte orthographische Schreibung, etwa die Plene- oder Defektivschreibung (mit oder ohne mater lectionis), dann muss das eigens vermerkt werden. Wenn eine Masora-parva-Anmerkung mehrere Wörter umfasst, dann stehen diese in den Handschriften immer vertikal untereinander, wobei das erste Wort neben dem Circellus steht, auf den sich die Anmerkung bezieht. Dadurch können mehrere Anmerkungen zu einer Textzeile gemacht werden, die sich dann von rechts nach links auf die verschiedenen Circelli beziehen. So sind auch komplexere Aussagen in einer Mp-Notiz möglich. Die Mp des Codex L vermerkt beispielsweise zum ersten Wort der Bibel, בְּרֵאשִׁית bǝrešīt, deutsch ‚Am Anfang‘, dass diese Form insgesamt 5-mal vorkommt, davon dreimal am Beginn eines Verses.
Wenn eine Form nur zweimal vorkommt, wird oft die zweite Stelle in der Masora parva durch die Bezeichnung der anderen Stelle mittels eines Stichwortes angegeben, z. B. im Codex L zu וּלְהַבְדִּיל ulǝhavdīl, deutsch ‚und um zu trennen‘ in Gen 1,18  durch die Aussage zweimal: [und] „zwischen dem Heiligen“ (d.h., Lev 10,10 ).
Die Masora parva einer Handschrift für sich ist von beschränkter Aussagekraft, weil viele Mp-Notizen unvollständig sind. Das betrifft nicht nur offensichtliche Schreibfehler oder Verkürzungen, sondern vor allem die statistischen Angaben. So steht für die Form יִקָּרֵא yiqqare’, deutsch ‚es wird gerufen‘ in Gen 2,23  in der Randmasora des Codex L, dass diese Form 21-mal vorkommt. Diese Randbemerkung dient zum Schutz dieser Form, die seltener ist als die ähnliche Form יִקְרָא yiqra’, deutsch ‚er ruft‘. Aber es sind weder die übrigen Stellen angegeben, noch wird die Aussprache dieser Form am Rand wiederholt. Um sicher zu gehen, was die Mp-Notiz aussagt, muss man also die entsprechende Liste kennen, die sich oft, aber nicht immer, in der Masora magna derselben Handschrift findet.
Außerdem stehen an den seitlichen Rändern der Kolumnen auch Hinweise auf den Beginn eines Seder oder einer Parascha sowie auf den mittleren Vers eines Buches oder eines Kanonteils. Diese gehören inhaltlich eher zur Masora finalis.
Die Masora parva des Codex L ist zuerst von Paul Kahle erfasst und in der dritten Auflage der Kittel-Bibel diplomatisch abgedruckt worden.
In der Biblia Hebraica Stuttgartensia (BHS) hat Gérard E. Weil den Versuch unternommen, die Masora parva zu „normalisieren“, indem er die oft unterschiedlichen Anmerkungen des Codex L zu einem Wort oder einer Wortgruppe vereinheitlicht und Anmerkungen an den fehlenden Stellen ergänzt hat. Außerdem hat er in einem eigenen Apparat immer dort, wo es zu einer Mp-Anmerkung eine Liste der Masora magna im Codex L gab, einen Querverweis gesetzt. Dieses Verfahren ermöglicht auch Laien den Umgang mit der Masora des Codex L, ist aber auch kritisiert worden, weil Weil nicht gekennzeichnet hat, wo er vom Text der Handschrift abweicht.
In der Biblia Hebraica Quinta (BHQ) wird die Mp des Codex L wieder diplomatisch abgedruckt, nun aber zusätzlich durch einen von Aron Dotan betreuten Kommentar zur Masora parva begleitet.

#### Masora magna
Die Masora magna (hebräisch מסורה גדולה masora gedolah, deutsch ‚große Masora‘, abgekürzt Mm) ist, wie der Name sagt, ausführlicher als die Masora parva. Sie findet sich in der Regel am oberen und unteren Rand der Handschriften. Eine typische Liste der Masora magna enthält eine Regel und die vollständige Liste der Beispiele, an denen diese Regel zutrifft. Die Beispiele werden normalerweise durch die Versanfänge gekennzeichnet.
Die Masora magna des Codex L ist von Gérard E. Weil normalisiert und in einem eigenen Band veröffentlicht worden, auf den der masoretische Apparat der BHS regelmäßig verweist.
In der BHQ wird die Masora magna des Codex L diplomatisch wiedergegeben und durch einen eigenen, von Aron Dotan betreuten Kommentar erklärt.
Zu beachten ist, dass der Begriff „Große Masora“ (Masora Gedolah) neben der hier beschriebenen Bedeutung auch als Überschrift über der Schluss-Masora der Bombergiana steht.

#### Masora finalis
Die Masora finalis (hebräisch מסורה סופית masora sofit, deutsch ‚Schluss-Masora‘, abgekürzt Mf) steht im Unterschied zu Mp und Mm nicht an den Rändern der Handschriften, sondern am Schluss von Abschnitten, Büchern, Kanonteilen oder Handschriften. Die Masora finalis enthält mindestens eine Angabe zur Zahl der Verse des jeweiligen Abschnitts, am Buchende meist noch Angaben zur Zahl der Abschnitte und zum mittleren Vers. Am Schluss eines Kanonteils oder einer Handschrift finden sich oft noch umfangreiche weitere Listen.
Die Schluss-Masora des Codex L ist besonders ausführlich und enthält unter anderem traditionelle Angaben zur Geschichte des biblischen Textes, eine Liste der Differenzen zwischen östlicher (babylonischer) und westlicher (palästinischer) Textüberlieferung, eine Liste der Differenzen zwischen parallel überlieferten Psalmversen, masoretische Listen, wie sie sich in Okhla we-Okhla finden, in ornamentaler Anordnung sowie grammatische Lehrstücke (Dikduke ha-Teamim). Diese ausführliche Schluss-Masora im Anhang der Handschrift ist bisher nur teilweise ediert worden, unter anderem von Christian David Ginsburg. Die BHK und die BHQ machen keinen Gebrauch von diesem reichhaltigen Material. Für die BHS hat Gérard E. Weil die Listen der Schluss-Masora des Codex L für die von ihm normalisierten Angaben in der Masora finalis der einzelnen biblischen Bücher sowie für die Nummerierung der Sedarim genutzt.

## Typen masoretischer Listen
Die Informationen zu besonderen Details der Textüberlieferung wurden nach verschiedenen Kriterien zu Listen zusammengefasst. Dabei lassen sich grundsätzlich zwei Gruppen unterscheiden.

### Aufzählende Masora
Listen aufzählender Masora (englisch: elaborative masorah, hebräisch: מסורה מפרטת) stellen alle Belegstellen eines bestimmten Wortes oder einer bestimmten Wortgruppe zusammen und nennen dazu die Zahl der Belege. Sie erheben grundsätzlich Anspruch auf Vollständigkeit.

### Vergleichende Masora
Listen vergleichender Masora (englisch: collative masorah, hebräisch: מסורה מצרפת) stellen Wörter, Wortgruppen oder Verse zusammen, die zwar unterschiedlich sind, aber ein gemeinsames Merkmal teilen, oder sie stellen kleine Gruppen von Wörtern, Wortgruppen oder Versen zusammen, die bis auf einen kleinen Unterschied gleich sind. Diese Listen enthalten eine Fülle von Formen, die nur einmal in der Hebräischen Bibel vorkommen.

## Regionale Zweige der Masora
Die wichtigsten Masoretenschulen waren die der palästinischen Masoreten in Tiberias und der babylonischen Masoreten in Pumbedita.

### Tiberische Masora
Die tiberischen Masoretenfamilien Ben Ascher und Ben Naftali haben die Form des Bibeltextes und der Masora in der gesamten jüdischen Schriftkultur nachhaltig geprägt.
Als Musterhandschrift für die tiberische Masora gilt der von Aharon ben Mosche ben Ascher mit Vokalen, Akzenten und Masora versehene Codex von Aleppo. Dieser ist die einzige Handschrift, in der Text und Masora in nahezu perfekter Übereinstimmung zueinander stehen.
Während der Aleppo-Codex als erstklassiger Zeuge des Ben-Ascher-Textes gilt, fehlt für den konkurrierenden Ben-Naftali-Text eine eindeutige Musterhandschrift. Die Differenzen zwischen den beiden Schulen betreffen vor allem Details der Vokalisation und der Akzentuierung, die aus dem vergleichenden Sefer ha-Chillufim bekannt sind. Danach enthält der Codex Cairensis eine große Zahl typischer Ben-Naftali-Lesarten.

### Babylonische Masora
Die babylonische Masora ist vor allem aus Geniza-Fragmenten bekannt. Diese stammen sowohl von Handschriften, die nur Masora enthielten, als auch von Bibelhandschriften. Letztere sind im Unterschied zu den tiberischen Handschriften meist in einspaltigem Format gehalten, was Auswirkungen auf die Masora hat: Die Anmerkungen werden direkt über die Wörter geschrieben, auf die sie sich beziehen. Dabei fehlen die für die tiberische Masora parva typischen rein statistischen Angaben, wie oft eine Wortform belegt ist. Stattdessen wird genau vermerkt, worin das Charakteristikum der jeweiligen Wortform besteht. Außerdem gibt es Unterschiede in der Terminologie und den verwendeten Abkürzungen.
Der Inhalt ist größtenteils identisch mit der tiberischen Masora. Allerdings gibt es einige Unterschiede zwischen dem traditionellen Bibeltext im „Westen“ und im „Osten“; diese betreffen die Getrennt- und Zusammenschreibung von Wörtern, aber auch den Austausch der Präpositionen אל und על sowie weitere Textdifferenzen. Diese Unterschiede zwischen dem Text der tiberischen „Masoreten des Westens“ und dem der babylonischen „Masoreten des Ostens“ waren den Masoreten bewusst, und sie wurden in eigenen Listen festgehalten. So enthält der Codex L in seiner umfangreichen Schlussmasora auch eine Liste dieser Unterschiede für die Kanonteile Propheten und Schriften.

### Aschkenasische Handschriften
Die aschkenasischen Bibelhandschriften sind vor allem für ihre dekorative und teilweise figurative Masora bekannt. Es gibt aber auch Texttraditionen, in denen sich die aschkenasische Masora von der tiberischen unterscheidet. Die Forschung zu den Besonderheiten der aschkenasischen Masora steckt noch in ihren Anfängen.

## Masoraforschung heute
Die International Organisation of Masoretic Studies (IOMS) trifft sich in einem dreijährigen Zyklus gemeinsam mit den IOSOT-Kongressen. Außerdem treffen sich die Masora-Forscher im Rahmen der SBL-Konferenzen. Zentren der Masoraforschung im 21. Jahrhundert sind die Universität Tel Aviv, die Bar-Ilan-Universität, der Centro de Ciencias Humanas y Sociales (CCHS) in Madrid und die Hochschule für Jüdische Studien Heidelberg.

### Allgemeines
- Ernst Ehrentreu: Untersuchungen über die Massora, ihre geschichtliche Entwicklung und ihren Geist. Lafaire, Hannover, 1925, Dissertation. (Reprograf. Nachdruck bei Olms, Michigan)
- Paul Kahle: Masoreten des Ostens. Die ältesten punktierten Handschriften des Alten Testaments und der Targume. Leipzig 1913 (Nachdruck: Olms, Hildesheim 1984/2001, ISBN 3-487-01248-0).
- Paul Kahle: Masoreten des Westens. Zwei Bände, Stuttgart 1927–1930 (Nachdruck: Olms, Hildesheim 2005, ISBN 3-487-01815-2).
- Israel  Yeivin: Introduction to the Tiberian Masorah, aus dem Hebräischen übersetzt von E. J. Revell, Missoula 1980, ISBN 0-89130-373-1.
- Israel Yeivin: The Biblical Masorah (hebr.), Jerusalem 2003, ISBN 965-481-021-2.
- Yosef Ofer: The Babylonian Masora of the Pentateuch. Its Principles and Methods (hebr.), Jerusalem 2001, ISBN 965-481-016-6.
- Elvira Martín-Contreras: Rabbinic Ways of Preservation and Transmission of the Biblical Text in the Light of Masoretic Sources, in: Elvira Martín-Contreras und Lorena Miralles-Maciá (Hrsg.): The Text of the Hebrew Bible. From the Rabbis to the Masoretes. Göttingen 2014, S. 79–90.
- Yosef Ofer: Masorah, Masoretes. I. Judaism: Early Middle Ages. In: Encyclopedia of the Bible and Its Reception (EBR). Band 17, De Gruyter, Berlin/Boston 2019, ISBN 978-3-11-031334-5, Sp. 1267–1274.
- Hanna Liss und Kay Joe Petzold: Masorah, Masoretes. I. Judaism: Medieval Ashkenaz. In: Encyclopedia of the Bible and Its Reception (EBR). Band 17, De Gruyter, Berlin/Boston 2019, ISBN 978-3-11-031334-5, Sp. 1274–1276.
- Hanna Liss und Kay Joe Petzold: Masorah, Masoretes. II. Visual Arts. In: Encyclopedia of the Bible and Its Reception (EBR). Band 17, De Gruyter, Berlin/Boston 2019, ISBN 978-3-11-031334-5, Sp. 1277–1280.
- Yosef Ofer: The Masora on Scripture and Its Methods, Fontes et Subsidia ad Bibliam pertinentes 7, Berlin und Boston 2019, ISBN 978-3-11-059574-1.

### Masora im Codex Petropolitanus B19a (Codex L)
- Albert Harkavy und Hermann Leberecht Strack: Catalog der hebräischen Bibelhandschriften der Kaiserlichen Öffentlichen Bibliothek in St. Petersburg, Leipzig 1875, S. 263–274 (online).
- Seligmann Baer und Hermann Leberecht Strack: Die Dikduke ha-Teamim des Ahron ben Moscheh ben Ascher und andere alte grammatisch-masorethische Lehrstücke zur Feststellung eines richtigen Textes der hebräischen Bibel, Leipzig 1879, S. XXIV–XXVI und S. 1–71.
- Gérard E. Weil: Massorah Gedolah Iuxta Codicem Leningradensem B 19a, Vol. 1: Catalogi, Rom, 1971.
- Daniel S. Mynatt: The sub loco notes in the Torah of the Biblia Hebraica Stuttgartensia. Ann Arbor 1994.
- Christopher Dost: The sub-loco notes in the former prophets of Biblia Hebraica Stuttgartensia. Piscataway 2016.
- Timothy G. Crawford, Page H. Kelley und Daniel S. Mynatt: Die Masora der Biblia Hebraica Stuttgartensia. Einführung und kommentiertes Glossar. Deutsche Bibelgesellschaft, Stuttgart 2003, ISBN 3-438-06009-4.
- Aharon Dotan und Nurit Reich: Masora Thesaurus. A Complete Alphabetic Collection of the Masora Notes in the Leningrad Codex, Tel Aviv 2014 (Accordance-Modul).

### Die Masora anderer wichtiger Bibelhandschriften
- Mordechai Breuer: The Biblical Text in the Jerusalem Crown Edition and its Sources in the Masora and Manuscripts (hebr.), Jerusalem 2003.
- Mordechai Breuer: The Masora Magna to the Pentateuch by Shemual ben Ya‘aqov (Ms. לֹמ) (hebr.), Jerusalem 2002.
- Federico Pérez Castro et al.: El Codice de Profetas de El Cairo (7 Bände Text, 4 Bände Indices), Madrid 1979 ff.

### Okhla we-Okhla
- Salomon Frensdorff: Das Buch Ochlah W’ochlah (Massora). Nach einer, soweit bekannt, einzigen, in der Kaiserlichen Bibliothek zu Paris befindlichen Handschrift, Hannover 1864.
- Hermann Hupfeld / Eduard Vilmar: Ueber eine bisher unbekannt gebliebene Handschrift der Masorah von Dr. Hermann Hupfeld, weil. ordentlichem Professor der Theologie zu Halle: Aus dem Nachlass des Verfassers herausgegeben von Eduard Vilmar, Zeitschrift der Deutschen Morgenländischen Gesellschaft 21 (1867), 201–220. (online)
- Fernando Díaz Esteban: Sefer ’Oklah wĕ-’Oklah. Coleccion de listas de palabras destinadas a conservar la integridad del texto Hebreo de la Biblia entre los Judios de la edad Media, Madrid 1975 (= Handschrift Halle, Teil 1).
- Bruno Ognibeni: La seconda parte del Sefer ’Oklah we’Oklah. Edizione del ms. Halle, Universitätsbibliothek Y b 4˚ 10, ff. 68–124, Fribourg/Madrid 1995  (= Handschrift Halle, Teil 2).

### Masora-Kompendien
- Jacob ben Chajim ibn Adonijah: Masora Gedolah, Anhang zur Zweiten Rabbinerbibel des Daniel Bomberg, Venedig 1524.
- Jedidja Norzi: Minchat Schai, Mantua 1742–1744.
- Christian David Ginsburg: The Massorah Compiled from Manuscripts, alphabetically and lexically arranged, vier Bände, London 1880–1883.